# Juan Antonio Anquela
Juan Antonio Albacete Anquela (Linares, Jaén, 11 de septiembre de 1957), conocido como Juan Antonio Anquela, es un exfutbolista y entrenador español. Actualmente está libre.
El 3 de junio de 2021, la Ciudad de Alcorcón le puso su nombre a uno de los estadios de la Ciudad Deportiva de Santo Domingo.

## Como jugador
Nacido en Linares, provincia de Jaén, en 1957, aunque su niñez la pasó en Arquillos (Jaén). Anquela era un extremo formado en las categorías inferiores del Real Jaén Club de Fútbol.
Comienza su carrera en las categorías inferiores del Real Jaén, en la temporada 1977-78 es cedido al Úbeda Club de Fútbol y tras la cesión retorna al club jiennense, donde permanecería durante 4 campañas y media. En el Jaén, comienza siendo suplente, pero poco a poco se va haciendo con un hueco en el once inicial gracias a su velocidad, asistencias y llegada a gol. Durante esta etapa son continuos los problemas económicos en el club, llegándose a rumorear el posible traspaso de Anquela a un equipo de superior categoría para atenuarlos, traspaso que no llegaría a producirse.
En la campaña 1982-83, se produce un cambio en la directiva del Real Jaén que resuelve los problemas económicos del club. Solo continúa de la campaña anterior Anquela, que unos meses más tarde, en enero de 1983, es traspasado al Elche CF.

### Paso por el Elche Club de Fútbol
Anquela entra rápido en los planes del entrenador Cayetano Ré, y pese a llegar con la temporada iniciada disputa 6 partidos, la mayoría como titular. Ya adaptado a su nuevo club, en la siguiente campaña, la 83-84, se convierte en pieza clave del equipo que terminaría ascendiendo. Jugando en el extremo derecho completa una gran temporada, tanto en cifras como en juego, rubricando su actuación al anotar uno de los goles que daban el ascenso en el partido contra el Bilbao Athletic (López Murga, 2, y Quesada anotaron los otros 3 tantos).
Ya en Primera División, disminuiría su rendimiento; pese a lo cual fue de los jugadores más utilizados. La campaña termina con el descenso del club en Segunda División, donde disputaría su última temporada como franjiverde con una participación decreciente.

### Otros equipos
Tras su paso por el Elche CF firmaría, junto con el portero Pedro Muñoz, por el Albacete Balompié, retornando a la Segunda B, categoría en la que seguiría militando durante unos años más, pasando por el Linares CF, de delantero centro y anotando 25 goles, y el Córdoba CF.
Los últimos años de su carrera los pasó en el Torredonjimeno CF, CD Iliturgi, dirigido por Tolo Plaza y, por último, el Real Jaén, donde se retiraría.

## Como entrenador
Inicios
Tras colgar las botas entró en el cuerpo técnico del Real Jaén, como segundo entrenador de Tolo Plaza, exentrenador del Elche CF que ascendió a Segunda División al club levantino en la temporada 98-99. En el Real Jaén disputó 6 fases de promoción de ascenso a Segunda División, siendo partícipe de los dos últimos ascensos del club a Segunda División. También llegó a ser el primer entrenador del conjunto jienense en varias ocasiones: primero de forma temporal en 1997 y 2000; y posteriormente, durante algo más tiempo, entre 2001 y 2003.
Tras dirigir al Real Jaén, Anquela entrenó a distintos equipos como el Huesca (sólo durante 3 meses, logrando finalmente la permanencia en la categoría de bronce), Unión Deportiva Melilla (en la temporada 2005-2006) y Águilas CF (en los últimos 4 meses del curso 2006-2007). 
AD Alcorcón
En febrero de 2008, fichó por la Agrupación Deportiva Alcorcón, que pasaba por un momento muy complicado,pero logró remontar el vuelo del equipo amarillo y llevarlo a la permanencia. Además, llamó la atención de medios deportivos nacionales e internacionales al golear por 4-0 al Real Madrid en el Estadio Santo Domingo de Alcorcón, Madrid, el 27 de octubre de 2009 durante el encuentro de dieciseisavos de final de la Copa del Rey. En el partido de vuelta, el 10 de noviembre de 2009, la Agrupación Deportiva Alcorcón consiguió la clasificación - con el Alcorcornazo - al perder en el estadio Santiago Bernabéu por 1-0, lo que le dio la victoria global 4-1 y el hacer historia pasando a octavos de final de la Copa del Rey a costa del Real Madrid.
Finalmente, en esa misma temporada (temporada 2009-10) logró la gesta de ascender al Alcorcón a Segunda División A por primera vez en su historia tras eliminar al Onteniente. Una vez en la categoría de plata (temporada 2010-11), el equipo madrileño logró una salvación bastante cómoda, incluso llegando a soñar con los play-off de ascenso.
En la temporada 2011-12, llevó al Alcorcón hasta el cuarto puesto en la tablay ganó el Trofeo Miguel Muñoz. El equipo alfarero perdió la última ronda del play-off de ascenso ante el Real Valladolid.
Granada CF
El 18 de junio de 2012, se anunció su fichaje por el Granada CF, equipo que milita en la Primera División de España, firmando un contrato de dos años. Tras sumar 20 puntos en 21 partidos, fue destituido el 30 de enero de 2013.
CD Numancia
El 11 de junio de 2013, fue contratado como nuevo técnico del Club Deportivo Numancia de Soria por una temporada, lo que significa el regreso a los banquillos de Segunda División para el entrenador de Linares. Con el Numancia, consiguió ganar la Copa de Castilla y León de fútbol, siendo el primer entorchado regional para el cuadro soriano. El equipo estuvo varias jornadas en puestos de promoción de ascenso en la Liga, pero una mala racha de resultados en la recta final del campeonato le dejó en tierra de nadie en la clasificación. Su contrato fue renovado por un año más justo antes de acabar la temporada. El 22 de mayo de 2015, anunció que dejará el banquillo de Los Pajaritos a final de curso, volviendo a llevar al equipo a la zona templada de la tabla.
SD Huesca
El 30 de noviembre de 2015, firmó por la SD Huesca. Gracias a un gran final de temporada, logró asegurar una cómoda permanencia para el conjunto altoaragonés (12º, 55 puntos), y fue renovado por una temporada más. En la campaña 2016-17, la SD Huesca se sobrepuso a un mal inicio y terminó en el 6º puesto en la clasificación, por lo que accedió a la promoción de ascenso. Sin embargo, el Getafe eliminó a los pupilos de Anquela en semifinales. El 20 de junio de 2017, el club confirmó la marcha de Anquela.
Real Oviedo
El 23 de junio de 2017, se incorporó al Real Oviedo. El equipo asturiano finalizó la Liga en 7ª posición, quedándose a las puertas de la promoción de ascenso. El 22 de abril de 2019, llegó a un acuerdo con el club para rescindir su contrato, dejando al conjunto ovetense como 9º clasificado.
RC Deportivo
El 2 de julio de 2019, fue presentado como nuevo entrenador del Real Club Deportivo de La Coruña,siendo despedido el 7 de octubre del mismo año tras conseguir una sola victoria en diez jornadas.
AD Alcorcón
El 9 de noviembre de 2020, se hizo oficial su vuelta a la AD Alcorcón de la Segunda División de España, en sustitución de Mere Hermoso, hasta el final de la temporada. Finalmente, acabó consiguiendo la permanencia del conjunto alfarero en la categoría de plata, por lo que renovó su contrato con el club el 11 de junio de 2021. Sin embargo, fue destituido el 18 de septiembre de 2021, tras caer 0-4 contra la UD Almería y haber sumado 3 puntos de 18 posibles en las 6 primeras jornadas de Liga.
UD Ibiza
El 24 de octubre de 2022, se confirmó su fichaje por la UD Ibiza hasta final de temporada. El 23 de noviembre de 2022, cuando no llevaba ni un mes en el cargo, fue destituido debido a los malos resultados cosechados.

## Clubes como jugador
| Club              | País   | Año       |
| ----------------- | ------ | --------- |
| Real Jaén B       | España | 1976-1977 |
| Úbeda CF          | España | 1977-1978 |
| Real Jaén         | España | 1978-1983 |
| Elche CF          | España | 1983-1986 |
| Albacete Balompié | España | 1986-1987 |
| Linares CF        | España | 1987-1988 |
| Córdoba CF        | España | 1988-1990 |
| Torredonjimeno CF | España | 1990-1991 |
| CD Iliturgi       | España | 1991-1992 |
| Real Jaén         | España | 1992-1993 |

## Trayectoria como entrenador
Actualizado a 20 de noviembre de 2022
| Club         | País   | Año     | PJ  | PG | PE | PP | % ptos. |
| ------------ | ------ | ------- | --- | -- | -- | -- | ------- |
| Real Jaén    | España | 1997    | 2   | 0  | 2  | 0  | 0       |
| Real Jaén    | España | 2000    | 2   | 1  | 0  | 1  | 50      |
| Real Jaén    | España | 2001-02 | 12  | 2  | 4  | 6  | 16.67   |
| Real Jaén    | España | 2002-03 | 22  | 4  | 9  | 9  | 18.18   |
| SD Huesca    | España | 2005    | 26  | 9  | 10 | 7  | 34.62   |
| UD Melilla   | España | 2005-06 | 38  | 14 | 8  | 16 | 36.84   |
| Águilas CF   | España | 2007    | 14  | 8  | 1  | 5  | 57.14   |
| AD Alcorcón  | España | 2008-12 | 204 | 94 | 58 | 52 | 46.08   |
| Granada CF   | España | 2012-13 | 23  | 6  | 5  | 12 | 26.09   |
| CD Numancia  | España | 2013-15 | 87  | 23 | 39 | 25 | 26.44   |
| SD Huesca    | España | 2015-17 | 75  | 29 | 23 | 23 | 38.67   |
| Real Oviedo  | España | 2017-19 | 79  | 32 | 22 | 25 | 40.51   |
| RC Deportivo | España | 2019    | 10  | 1  | 5  | 4  | 10      |
| AD Alcorcón  | España | 2020-21 | 40  | 15 | 8  | 17 | 37.5    |
| UD Ibiza     | España | 2022    | 5   | 1  | 1  | 3  | 20      |

## Palmarés

### Como entrenador
| Competición          | Equipo      | Temporada |
| -------------------- | ----------- | --------- |
| Copa Castilla y León | CD Numancia | 2013-14   |